# Lycosa exigua
Lycosa exigua là một loài nhện trong họ Lycosidae.
Loài này thuộc chi Lycosa. Lycosa exigua được Carl Friedrich Roewer miêu tả năm 1960.